# Sydney Schertenleib
Sydney Schertenleib, née le 30 janvier 2007 à Zurich, est une footballeuse internationale suisse jouant au poste de milieu de terrain au FC Barcelone.

## Carrière

### En club

#### FC Barcelone
En juillet 2024, Schertenleib s'engage avec le FC Barcelone. Elle est nommée au Golden Girl Award en novembre 2024. Elle inscrit son premier but en équipe première lors du match contre Madrid CFF.

### En sélection
Schertenleib a évolué dans plusieurs sélections jeunes. En mai 2023, elle participe avec la Suisse -17 ans à l'Euro U17 au cours duquel son pays atteint les demi-finales de la compétition. À l'été 2023, elle est convoquée en équipe A en vue de la coupe du monde. Elle fait ses débuts en équipe nationale le 23 février 2024 lors d'une victoire contre la Pologne (4-1). Elle inscrit son premier but en sélection le 12 juillet 2024 à l'occasion d'un match de qualification pour l'Euro contre la Turquie.

## Palmarès

### En club
FC Zurich
- Championnat de Suisse (1) : 2023

### Distinctions individuelles
- Nommée pour le Golden Girl Award : 2024.